# 2011 EO40
2011 EO40是一顆被歸類為近地天体和阿波羅型潛在威脅的小行星，該小行星目前可能是車里雅賓斯克超級火流星的母體。

## 發現、軌道與物理特性
2011 EO40是由理查·科瓦斯基於2011年3月10日執行萊蒙山巡天數據時發現的。
該小行星的軌道屬於典型地阿波羅型小行星，其特點是顯著的離心率（0.54）、較低的傾角（3.36º）、以及1.65天文單位的半長軸。根據小行星中心的分類，2011 EO40被歸類為越地小行星、近地天体、潛在威脅天體，不過該小行星加入哨兵風險表上僅不到一天。截至2015年10月，對2011 EO40的軌道觀測僅有20次，觀測弧為34天，因此仍需進一步觀測才能評斷該小行星該歸類於哪一個小行星族。目前觀測到2011 EO40的絕對星等為21.5，推估該小行星的直徑約200（660英尺）。

## 與車里雅賓斯克超級火流星的關係
最新的軌道計算表明，2011 EO40可能是車里雅賓斯克超級火流星的母體，這是由於該小行星的軌道與車里雅賓斯克流星體撞擊前推估的軌跡非常相似。另外，2011 EO40與金星、地月系統、火星有著相對頻繁的近距離接近。在2011年1月28日時，2011 EO40曾接近過地球一次，當時距離地球0.0953天文單位（14,260,000；8,860,000英里），並且預計在2025年9月23日時將再次接近地球，到時將距地球約0.06天文單位（9,000,000；5,600,000英里）。由於小行星2011 EO40受到多個長期共振的作用，因此大約每隔17年就會接近地月系統一次。

## 能見度
未來2011 EO40的逆行窗口為2016年6月7日與2018年5月28日，這兩次觀測窗口的視星等分別為24.5及24.6；最佳觀測窗口將落在2025年9月2日至23日間。根據到時2011 EO40與地球的距離（0.04—0.12天文單位（6,000,000—18,000,000；3,700,000—11,200,000英里）），該小行星的視星等應該會高於19。

## 註解
1. ↑   該假設是基於小行星的反照率在0.20至0.04之間。[6]

## 外部連結
- 2011 EO40 data at MPC
- MPEC 2011-E59 : 2011 EO40 (Discovery MPEC)
- Russian meteor may have gangmates in tow （页面存档备份，存于）, Nature, short article
- Has the Chelyabinsk Meteor Parent Asteroid Been Found? （页面存档备份，存于）, Bad Astronomy（英语：Phil Plait#Badastronomy.com） blog entry
- 2011 EO40 at NeoDyS-2, Near Earth Objects—Dynamic Site
  - Ephemeris · Obs prediction · Orbital info · MOID · Proper elements · Obs info · Physical info · NEOCC
- 2011 EO40 at ESA–空間情景意識方案
  - Ephemerides · Observations · Orbit · Physical Properties · Summary
- NASA JPL小天體瀏覽器上的2011 EO40